# 柚原有里
柚原有里（2月11日—）是日本女性聲優。隸屬於賢Production。東京都出身。

## 演出作品

### 動畫
- 祝福的鐘聲（薩魯薩・托魯蒂亞）

### 電子遊戲
- 我是少女漫畫家（秋月凜菜[1][2]）
- 祝福的鐘聲 Portable（薩魯薩・托魯蒂亞）
- 戰極姬2（武田信玄、足利義輝）
- ToHeart2 Dungeon Travelers
- 超級機器人大戰UX〈ネロ〉

## 備註
1. ↑  . Giza10.   [2011-12-26]. （原始内容存档于2011-11-19）.
2. ↑  . 2011-11-08  [2011-12-26]. （原始内容存档于2013-05-14）.

## 外部連結
- 賢Production的人物介紹頁面 （日語）
- ゆのはら的X（前Twitter） （日語）